# Salvatore Ferragamo
Salvatore Ferragamo (Bonito, Italia, 5 de junio de 1898-Florencia, 7 de agosto de 1960) fue un diseñador italiano de zapatos. Trabajó con varias celebridades de Hollywood durante los años 1920, antes de regresar a Italia para fundar su compañía epónima que produciría calzado hecho a mano. Su enfoque científico y creativo generó diversas innovaciones en la industria del calzado, como los tacones de cuña y los de jaula. Estrellas de cine y personajes famosos continúan patrocinando su empresa, la cual se ha convertido en un lujoso imperio que se ha expandido por todo el mundo.

## Vida
Salvatore Ferragamo nació en 1898 en Bonito, en la región de Campania, Sur de Italia, siendo el undécimo de catorce hermanos. Tras hacer su primer par de zapatos a los nueve años de edad —para sus hermanas en el día de su confirmación—, el joven Salvatore se dio cuenta de su vocación. Después de estudiar confección de calzado en Nápoles durante un año, inauguró una pequeña tienda ubicada en la casa de sus padres. En 1914 emigró a Boston, Estados Unidos, donde uno de sus hermanos trabajaba en una fábrica de botas para vaqueros.
Tras un breve periodo en la fábrica, Ferragamo convenció a sus hermanos de mudarse a California; primero a Santa Bárbara y luego a Hollywood. Ahí fue donde encontró el éxito, abriendo inicialmente una tienda para reparar y confeccionar zapatos a la medida, que pronto produjo valiosos artículos para las celebridades y la industria cinematográfica de la época. Sin embargo, su reputación como «zapatero de las estrellas» solo lo satisfacía parcialmente, ya que no entendía por qué sus zapatos complacían la vista, pero herían los pies, así que ingresó a la Universidad del Sur de California para estudiar Anatomía.
Luego de pasar trece años en Estados Unidos, Ferragamo regresó a Italia en 1927, pero esta vez se radicó en Florencia. Allí comenzó a crear calzado de moda para las más ricas y poderosas mujeres del siglo, desde la Maharaní de Cooch Behar, hasta Eva Perón, Imelda Marcos, Hope Portocarrero y Marilyn Monroe. En 1929 inauguró un taller en la Via Mannelli, se concentró en el diseño y patentó modelos ornamentales y utilitarios, además de otras invenciones. Aunque se declaró en bancarrota en 1933 debido a una mala administración y a las presiones económicas, Ferragamo expandió sus operaciones durante los años 1950 con un personal de casi 700 artesanos expertos, quienes producían 350 pares de zapatos hechos a mano cada día.

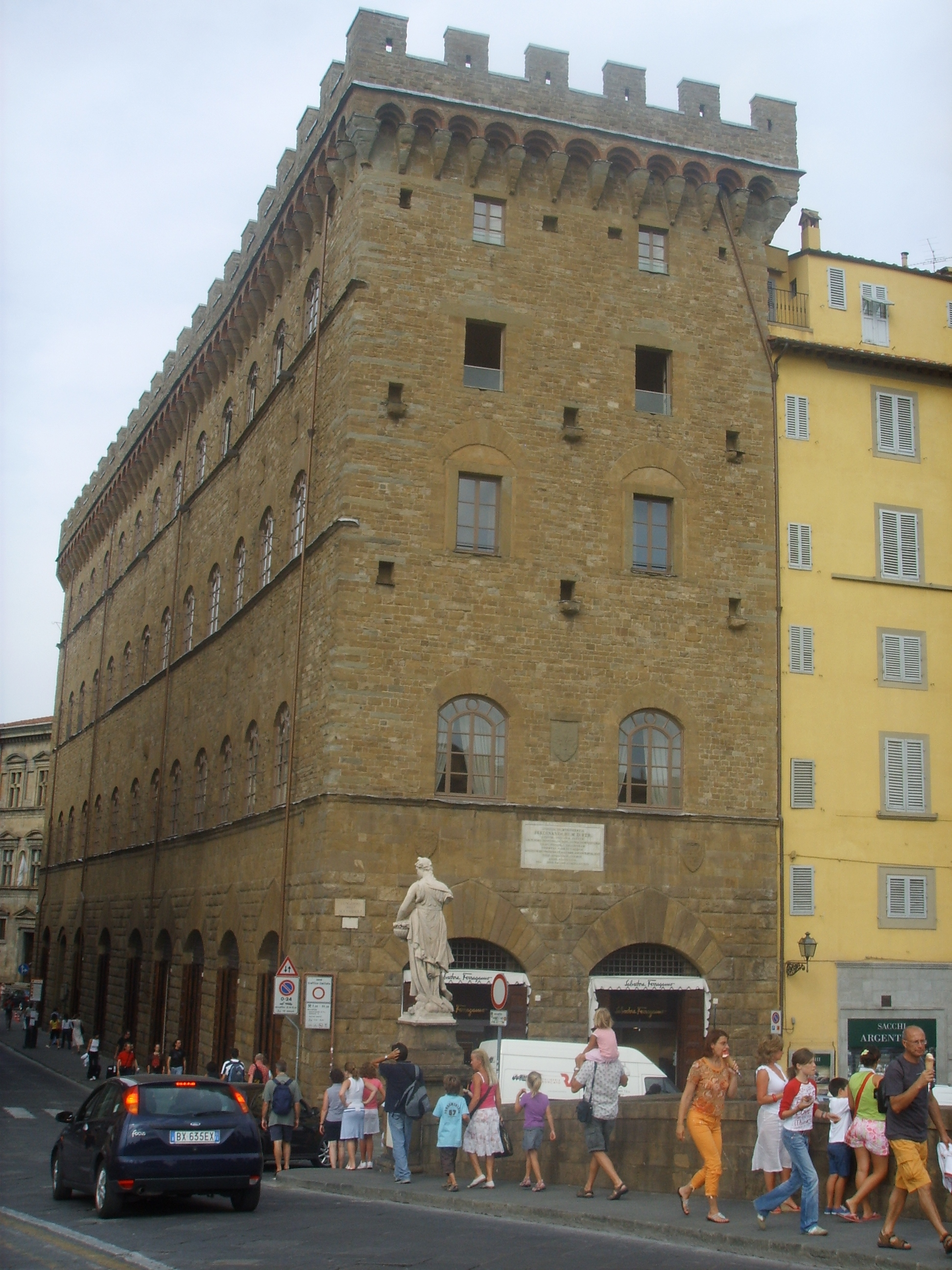
El palacio Spini Feroni en Florencia, Italia.

Ferragamo siempre fue reconocido por ser un visionario y sus diseños iban desde bizarras obras de arte hasta elegantes modelos que sirvieron de inspiración para otros zapateros de la época. 

## Fallecimiento
Salvatore Ferragamo murió en 1960 a los 62 años de edad, a causa de un cáncer de hígado.

## Legado
Su nombre continúa como una compañía internacional, cuya gama de productos abarca zapatos de lujo, bolsos, gafas, accesorios de seda, relojes, perfumes y una línea de ropa lista-para-usar. Al fallecer, su esposa Wanda y sus seis hijos —Fiamma, Giovanna, Fulvia, Ferruccio, Massimo y Leonardo— se hicieron cargo de la empresa Ferragamo. Una de sus más notables creaciones fue el «tacón de jaula». Fiamma —la hija mayor de Salvatore que falleció en 1998— heredó el talento inimitable de su padre y creó en 1978 los zapatos de salón «Vara».

## El Museo Salvatore Ferragamo
El Museo Salvatore Ferragamo abrió sus puertas en 1995. Ubicado en el segundo piso del palacio Spini Feroni, el museo se extiende por cuatro habitaciones y cuenta con una colección de más de diez mil zapatos creados por Ferragamo durante más de cuatro décadas, desde los años 1920 hasta su muerte en 1960. El museo también tiene una colección de zapatos de época de los siglos XVIII y XIX, una colección de vestuario de 1959 en adelante, una colección de bolsos desde 1970 y un gran archivo de documentos.